# Dysstroma incompleta
Dysstroma incompleta là một loài bướm đêm trong họ Geometridae.